# Безпалко, Иосиф Иванович
Иосиф Иванович Безпалко (укр. Йосип Іванович Безпалко; 13 мая 1881, Черновцы, Герцогство Буковина, Цислейтания, Австро-Венгрия — 1950, ГУЛАГ, Казахстан) — украинский общественно-политический, государственный и профсоюзный деятель.

## Биография
Родился в бедной мещанской семье.
За участие в политической деятельность был исключен из гимназии. В 1899 году основал тайный кружок гимназической и студенческой молодежи. В 1901—1902 годах редактировал газету «Буковина» — печатный органнациональной организации.
В 1903 году начал педагогическую деятельность. Основатель одного из первых на Буковине обществ «Січ», редактор учительской газеты «Промінь» (1903). В 1907—1908 годах — краевой секретарь профсоюзов Буковины.
В 1907—1914 годах — основатель и председатель краевой организации Украинской социал-демократической партии на Буковине, в 1908—1914 годах — редактор местного партийного печатного органа — газеты «Борба».
В 1915—1916 годах — председатель просветительской комиссии в лагере для украинских военнопленных (Раштатт, Германия).
Делегат Украинского Национального Совета Буковины и ЗУНР (декабрь 1918 — апрель 1919), УСДРП (1919), Трудового Конгресса Украины (законодательный орган Директории), в ноябре 1918 года назначен комиссаром города Черновцы.
Поддержанный Симоном Петлюрой, не соглашался с министром по галицким делам УНР С. Витыком по вопросу о реорганизации системы государственного управления диктатора ЗУНР Е. Петрушевича.
В 1919—1920 годах занимал пост министра труда в правительствах Б. Мартоса и И. Мазепы.
После отставки Мазепы вместе с отступающей армией УНР ушёл в Галицию. В феврале 1920 года в Каменце-Подольском был арестован польскими властями вместе с членами правительства УНР И. Мазепой, А. Ливицким, И. Огиенко. Позже польский МИД принёс официальное извинение за «досадный случай» ареста.
В том же году эмигрировал в Чехословакию, преподавал немецкий язык в Украинской хозяйственной академии в Подебрадах.
Автор научных исследований по истории украинского-германских отношений, многочисленных политических статей, работ о немецко-славянских отношениях в начале XIX века.
В 1938 году был избран председателем Украинского сичевого союза.
В 1947 году арестован спецслужбами СССР, доставлен в Советский Союз и репрессирован НКВД СССР. Погиб в концлагере на территории Казахстана.